# Vickers Valiant
 (avril 2015).
Le Vickers Valiant était un bombardier utilisé par la Royal Air Force de 1954 à 1965. Avec le Handley Page Victor et l'Avro Vulcan, il faisait partie du trio des « V-Bombers » dont le Royaume-Uni lança le développement en 1947. Ce fut le premier des trois à être mis en service.

## Conception
En janvier 1947, le ministère de l'air du Royaume-Uni lança un appel d'offres pour un bombardier destiné au Royal Air Force Bomber Command capable d'emporter une bombe de 4 500 kg à 7 500 km de sa base, d'atteindre une vitesse de 925 km/h et une altitude de 15 240 mètres. Parmi les réponses reçues, celles des constructeurs Handley Page et Avro furent retenues mais celle de Vickers fut initialement rejetée.
Cependant, Vickers insista en faisant valoir que son projet (désigné Type 660 en interne) pourrait être développé plus rapidement que les deux autres, allant jusqu'à promettre de faire voler un prototype en 1951 et un premier avion de série en 1953. Cette proposition fut alors acceptée comme solution d'intérim en attendant les Handley Page Victor et Avro Vulcan.
Propulsé par quatre réacteurs Rolls-Royce Avon RA.3, le premier prototype du Valiant fit son vol inaugural le 18 mai 1951 mais fut perdu à la suite d'un incendie moteur en janvier 1952. Après une modification du système d'alimentation en carburant, le second prototype décolla le 11 avril 1952 avec des réacteurs RA.7 plus puissants. Le premier Valiant de série fit son vol inaugural en décembre 1953, avec des réacteurs Avon 201 encore plus puissants.
Une version destinée à la reconnaissance photographique fut réalisée : elle emportait un conteneur avec douze caméras dans la soute à bombe. D'autres avions pouvaient recevoir un réservoir de carburant et un système de ravitaillement en vol dans la soute. Enfin, quelques avions pouvaient être équipés soit de système de reconnaissance soit du système de ravitaillement.
En septembre 1952, le prototype de la version B.2 fit son vol inaugural. Cette version était destinée au marquage de cibles pour les vagues de bombardiers, et devait être capable de vols de pénétration à basse altitude. Le fuselage était allongé de pratiquement deux mètres, les ailes renforcées et le train d'atterrissage principal équipé de roues supplémentaires. Ce projet fut cependant abandonné en 1955.
À partir de la fin des années 1950, les Valiant perdirent leur mission de bombardement stratégique et furent alors chargés de la frappe nucléaire tactique à basse altitude. Après une série d'accidents, on découvrit que les vols à basse altitude avaient entrainé une fatigue excessive de la structure des ailes. Toute la flotte fut alors inspectée et des travaux de réparation lancés sur les avions qui le nécessitaient. Cependant, le gouvernement britannique décida début 1965 de réformer tous les Valiant.

## Engagements
Le Valiant fut engagé par le Royaume-Uni lors de la crise du canal de Suez, en 1956, pendant laquelle il effectua plusieurs missions de bombardement sur l'Égypte. 
En octobre et novembre 1956, les Valiant opérant depuis l'aérodrome de Luqa à Malte larguèrent des bombes conventionnelles sur des cibles en Égypte. Les aérodromes militaires égyptiens étaient la principale cible ; les autres cibles comprenaient les communications telles que les stations radio et les centres de transport.La première nuit de l'opération, six Valiant furent dépêchés pour bombarder la base aérienne du Caire Ouest (mission qui fut interrompue en vol en raison du risque pour le personnel américain à proximité) tandis que six autres attaquèrent la base aérienne d'Almaza et cinq autres bombardèrent la base aérienne de Kibrit et la caserne de Huckstep.
Le succès de ces missions fut relatif, les Valiant n'ayant pas encore été équipés de leur système de navigation et de bombardement définitif.
Le Valiant fut le premier avion de la Royal Air Force à larguer une bombe A, le 11 octobre 1956, lors d'un tir d'essai réalisé en Australie. Le 15 mai 1957, un autre Valiant effectua le largage de la première bombe H britannique.

## Variantes
- B.1 (type 674) : exemplaires de préproduction (5 avions)
- B.1 (type 706) : version initiale avec réacteurs Avon RA.28 (31 exemplaires)
- B(PR).1 (type 710) : version de reconnaissance photographique (11 exemplaires)
- B(K).1 (type 758) : version pouvant aussi être utilisée comme avion ravitailleur (44 exemplaires)
- B.PR(K).1 (type 733) : version de reconnaissance pouvant aussi être utilisée comme avion ravitailleur (13 exemplaires)
- RCM/ECM : 8 avions modifiés pour des missions de guerre électronique
- B.2 : projet d'une version de marquage de cibles (1 prototype)

### Aéronefs comparables
- Avro Vulcan
- Boeing B-47 Stratojet
- Convair XB-46
- Handley Page Victor
- Martin XB-48
- North American B-45 Tornado
- Tupolev Tu-16/Xian H-6